# Лизняна балка

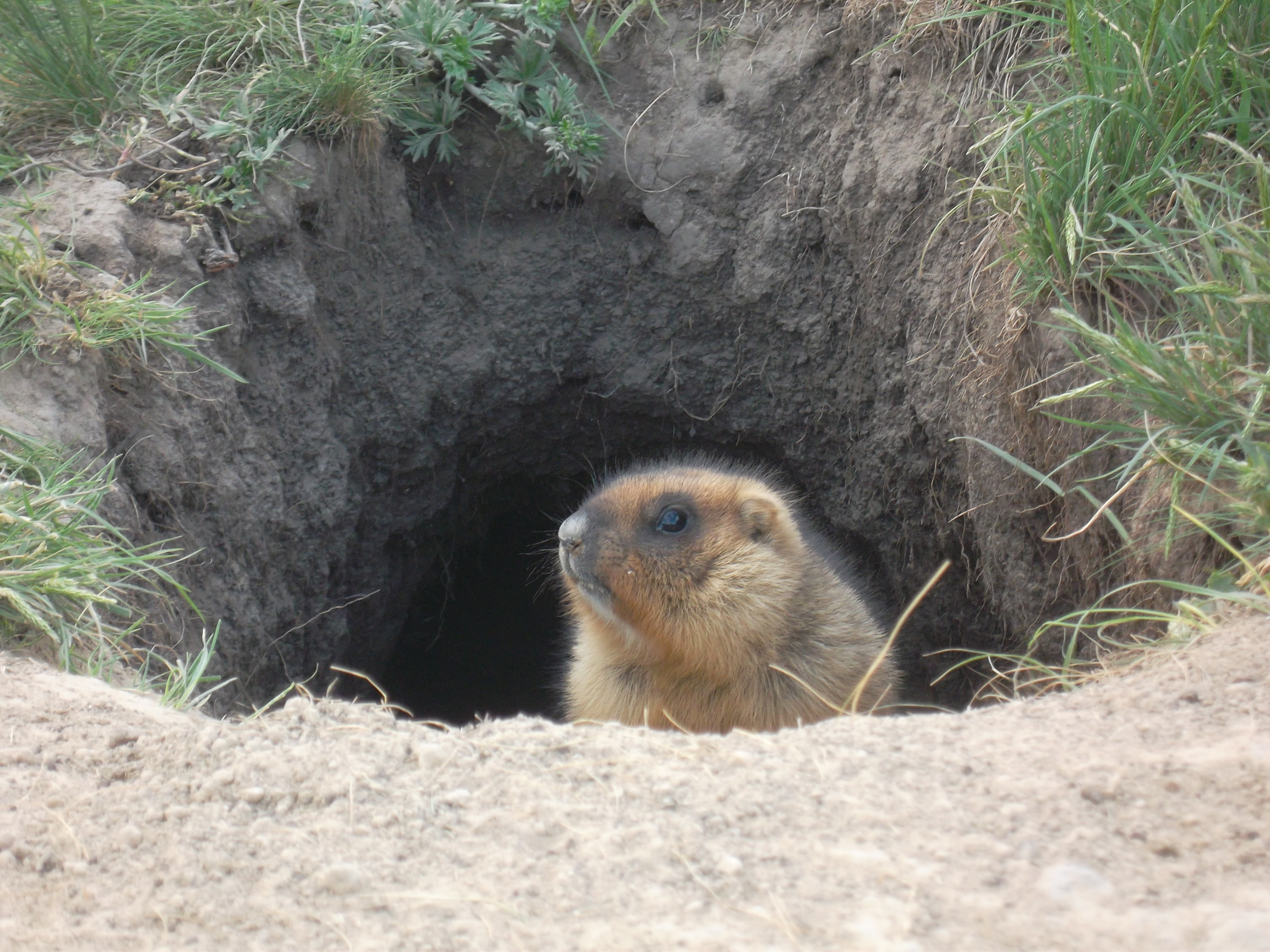
Байбак

Лизняна балка — ландшафтний заказник місцевого значення в Україні. Розташований у межах Полтавського району Полтавської області, між смт Чутове та селом Черняківка. 
Площа 60 га. Заказник створено відповідно до рішення обласної ради від 20.12.1993 року. Перебуває у віданні: ДП «Полтавський лісгосп» (Іскрівське лісництво, кв. 130) — 41 га, Черняківська с/р — 19 га.

## Мета створення
Збереження та охорона цінного природного комплексу широколистяного лісу, лучно-степових ділянок із багатою флорою та фауною, що мають особливу природоохоронну, наукову, естетичну та пізнавальну цінність.

### Завдання
- збереження та охорона занесених до Червоної книги України, регіонально рідкісних видів рослин (коручка широколиста, тюльпан дібровний, косарики тонкі, ковила волосиста) і тварин (сліпак);
- підтримання загального екологічного балансу в регіоні;
- поширення екологічних знань.

## Характеристика
Площа понад 100 га. 
Досліджена ділянка являє собою балку (Кабакова) системи річки Коломак, яка складається з 3 частин: відкритих степових схилів, заліснених місцями на горі до поля і суто лісової.

### Флора
Ліс займає найбільшу частину балки (близько 60 га) і розташований на правому її схилі. В цілому це широколистяний середньорічний ліс з переважанням дуба звичайного, клена гостролистого, ясена звичайного, липи серцелистої, клена польового. Місцями є ділянки осики тремтячої віком 55 років. Підлісок розповсюджений нерівномірно і складається з свидини криваво-червоної, бруслини бородавчатої, рідше — ліщини, на підвищенні — з клену татарського. Трав'яний покрив до 80%, місцями розріджений (40%), представлений типовими для широколистяних лісів угрупованнями з осоки волосистої, яглиці звичайної з участю зірочника лісового, чистецю лісового, копитняку європейського. В цих угрупованнях досить часто трапляються шоломниця висока, воронець. Відмічено місцезростання коручки широколистої, занесеної до Червоної книги України. Ближче до днища балки відмічено декілька популяцій аконіту шерстистовустного, рідкісної рослини для області. 
На схилі в насадженнях клену татарського зростає куртина егохону фіолетово-пурпурового, рідкісного для регіону. На узліссі виявлена чисельна популяція тюльпану дібровного, занесеного до Червоної книги України. 
Степова ділянка Кабакової балки характеризується також великим флористичним різноманіттям. У рослинному покриві переважають угруповання келерії гребінчастої та типчака, а також багатого за видовим складом різнотрав'я. У цих угрупованнях масово представлені такі типові степові види рослин, як астрагал еспарцетний, парило звичайне, перстач сріблястий, смілка поникла, гострокільник волохатий, люцерна румунська, суниці зелені, жовтець іллірійський, рутвиця мала, самосил гайовий, чебрець Маршалла. На стрімких схилах є куртини ковили волосистої та ковили Лессінга, занесеної до Червоної книги України. Відмічено зростання ряду рідкісних та мало поширених видів рослин, серед яких волошка східна, шипшина Хржановського, шипшина найколючіша, ломиніс цілолистий.

### Фауна
Фауна хребетних балки досить різноманітна, що визначається її біотонічною неоднорідністю. На старих ділянках листяного лісу домінують птахи: вівчарик жовтобровий та вівчарик-ковалик. У значній кількості трапляються синиця велика, вівсянка звичайна, дрізд співочий, дрізд чорний, соловейко звичайний, синиця блакитна. 
З інших тварин тут відмічені жаби гостроморді. Спорадично трапляються свиня дика, козуля європейська, заєць сірий, лисиця звичайна, борсук. Серед ссавців заказника є і гризуни. Це переважно середні та дрібні тварини, що пристосувались до природних умов степу. Особливе місце серед них займають байбаки, які були завезені в чутівські степи близько двадцяти років тому, добре акліматизувалися і дали потомство.
- В червні 2006 року тут походив  науково-практичний семінар  «Природоохоронний рух на Полтавщині».